# Бротон (Огайо)
Бротон (англ. Broughton) — селище (англ. village) в США, в окрузі Полдінґ штату Огайо. Населення — 116 осіб (2020).

## Географія
Бротон розташований за координатами 41°5′17″ пн. ш. 84°32′6″ зх. д. / 41.08806° пн. ш. 84.53500° зх. д. (41.088011, -84.534984).  За даними Бюро перепису населення США в 2010 році селище мало площу 0,56 км², уся площа — суходіл.

## Демографія
Згідно з переписом 2010 року, у селищі мешкало 120 осіб у 49 домогосподарствах у складі 34 родин. Густота населення становила 213 особи/км².  Було 53 помешкання (94/км²).
Расовий склад населення:
| - 97,5 % — білих - 1,7 % — корінних американців |

До двох чи більше рас належало 0,0 %. Частка іспаномовних становила 0,8 % від усіх жителів.
За віковим діапазоном населення розподілялося таким чином: 15,0 % — особи молодші 18 років, 65,0 % — особи у віці 18—64 років, 20,0 % — особи у віці 65 років та старші. Медіана віку мешканця становила 50,2 року. На 100 осіб жіночої статі у селищі припадало 100,0 чоловіків;  на 100 жінок у віці від 18 років та старших — 104,0 чоловіків також старших 18 років.
Середній дохід на одне домашнє господарство  становив 41 986 доларів США (медіана — 37 188), а середній дохід на одну сім'ю — 44 390 доларів (медіана — 39 688). Медіана доходів становила 36 250 доларів для чоловіків та 20 000 доларів для жінок. За межею бідності перебувало 19,6 % осіб, у тому числі 33,3 % дітей у віці до 18 років та 6,3 % осіб у віці 65 років та старших.
Цивільне працевлаштоване населення становило 51 осіб. Основні галузі зайнятості: виробництво — 39,2 %, роздрібна торгівля — 15,7 %, освіта, охорона здоров'я та соціальна допомога — 15,7 %.